# Lene Espersen

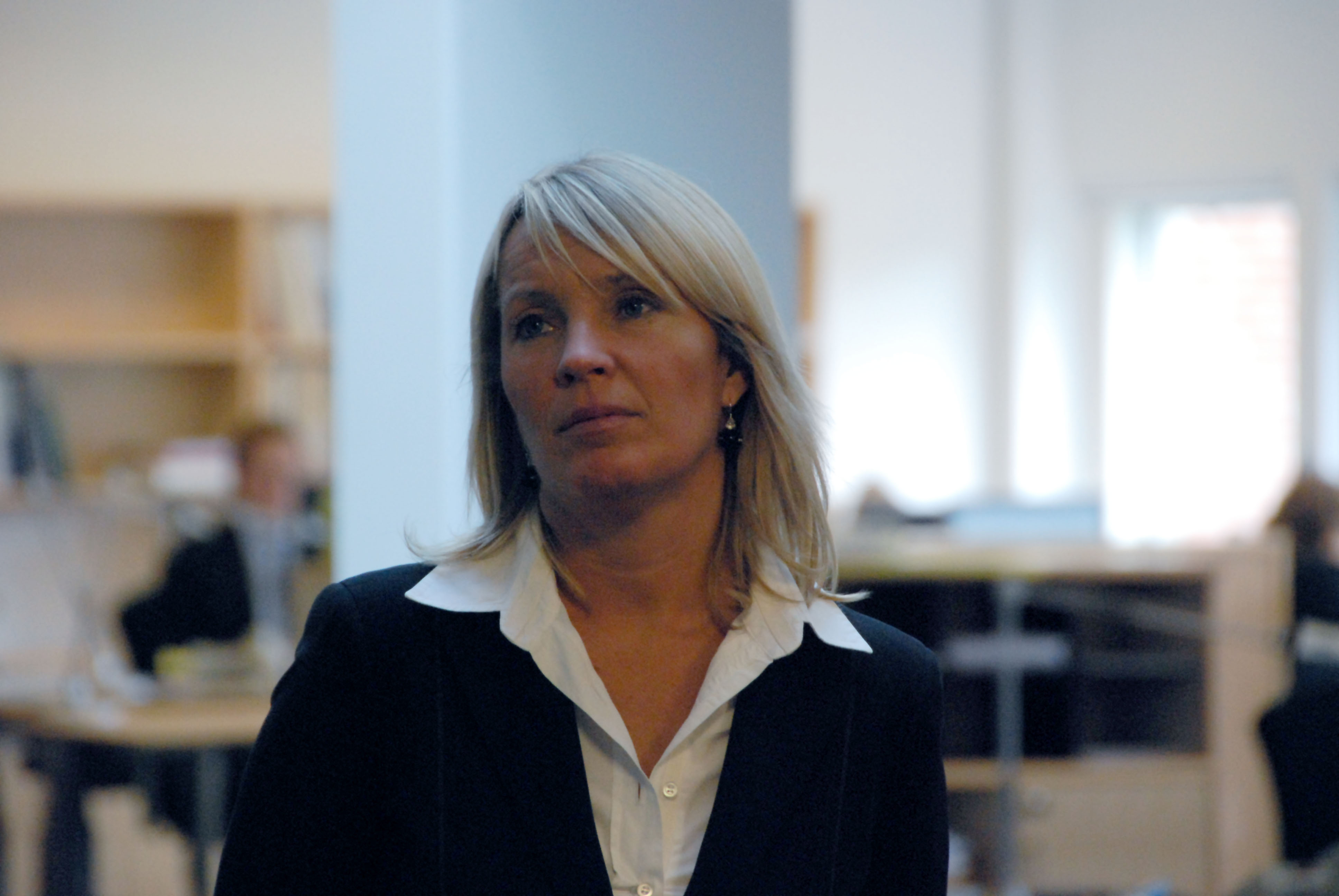
Lene Espersen (2009)

Lene Espersen (* 26. September 1965 in Hirtshals) ist eine dänische Politikerin der Konservativen Volkspartei. Sie war von 2010 bis 2011 Außenministerin von Dänemark.

## Leben
Lene Espersen wurde 1965 in der norddänischen Hafenstadt Hirtshals als Tochter des Reeders Ole Peter Espersen und der Buchhalterin Inger Tanggaard Espersen geboren. Sie hat zwei Schwestern, darunter die Schauspielerin Anne Sofie Espersen.
Lene Espersen besuchte von 1982 bis 1984 das Lester B. Pearson United World College of the Pacific in Kanada und studierte danach Wirtschaftswissenschaft an der Universität Aarhus. Dort schloss sie 1990 als Magister ab.
Espersen ist Mitglied des dänischen Parlaments seit 1994. 2001 wurde sie dänische Justizministerin im Kabinett von Anders Fogh Rasmussen. Am 9. September 2008 wurde sie als Nachfolgerin von Bendt Bendtsen zur Parteivorsitzenden gewählt und folgte diesem auch als Wirtschaftsministerin nach. 
Im Rahmen einer Kabinettsumbildung wurde sie am 23. Februar 2010 als Nachfolgerin von Per Stig Møller zur Außenministerin ernannt. 
Am 13. Januar 2011 trat sie vom Parteivorsitz zurück, nachdem die Parteibasis sie für den deutlichen Rückgang der Konservativen Volkspartei in der Wählergunst mitverantwortlich gemacht hatte. Ihr Nachfolger wurde Lars Barfoed. Nach dem Regierungswechsel im Oktober 2011 wurde sie als Außenministerin von Villy Søvndal abgelöst.
Seit 1. Dezember 2014 ist sie Direktorin der Vereinigung Dänischer Architekten (Danske Ark). 
Sie wurde im Mai 2015 von Russland mit einem Einreiseverbot belegt.
Lene Espersen ist verheiratet und hat zwei Söhne.